# Aspettando il Grande Cocomero
Aspettando il Grande Cocomero (It's the Great Pumpkin, Charlie Brown) è uno speciale televisivo d'animazione di Halloween del 1966 prodotto e diretto da Bill Melendez. È il terzo speciale animato basato sulla striscia a fumetti Peanuts di Charles M. Schulz, anche sceneggiatore del cartone animato, e fu trasmesso negli Stati Uniti sulla CBS il 27 ottobre 1966. Il programma ebbe un grande successo di pubblico e di critica, in particolare per il suo stile artistico e la colonna sonora di Vince Guaraldi, ed è spesso considerato il migliore degli speciali televisivi dei Peanuts. Il suo successo portò a definire lo speciale di Halloween come genere televisivo. È stato distribuito anche con il titolo È il Grande Cocomero, Charlie Brown, e in streaming su Apple TV+ come Un Halloween da Charlie Brown.

## Trama
Mentre Charlie Brown e i suoi amici si preparano per i festeggiamenti della notte di Halloween, Linus convince la piccola Sally ad attendere con lui l'arrivo del Grande Cocomero, malgrado lo scherno di sua sorella Lucy. Nel frattempo Snoopy si prepara a belligerare contro il famigerato Barone Rosso a bordo del suo Sopwith Camel. I ragazzi iniziano il giro delle case per fare "dolcetto o scherzetto", ma Charlie Brown ottiene solo sassi invece che dolciumi. Dopodiché si dirigono a casa di Violet per una festa.
Quando Linus sta ormai perdendo le speranze, il Grande Cocomero sembra fare la sua comparsa, salvo poi rivelarsi essere Snoopy, mandando Sally su tutte le furie. Alle quattro del mattino Lucy trova Linus ancora nel campo di zucche addormentato, e lo accompagna a letto. Il giorno dopo Charlie Brown e Linus si commiserano per la cattiva riuscita del loro Halloween. Charlie Brown tenta di confortare l'amico, dicendogli che anche lui ha fatto molte stupidaggini nella sua vita. Ma Linus, offeso, proclama fieramente e ad alta voce che l'anno seguente il Grande Cocomero verrà di sicuro.

## Personaggi e doppiatori
| Personaggio    | Doppiatore originale     | Doppiatore italiano (1970) | Doppiatore italiano (1982) | Doppiatore italiano (anni '90) | Doppiatore italiano (2021) |
| -------------- | ------------------------ | -------------------------- | -------------------------- | ------------------------------ | -------------------------- |
| Charlie Brown  | Peter Robbins            | Liù Bosisio                | Daniela Fava               | Martino Consoli                | Arturo Sorino              |
| Lucy van Pelt  | Sally Dryer              |                            | Graziella Porta            | Renata Bertolas                | Sara Labidi                |
| Linus van Pelt | Christopher Shea         | Lisa Mazzotti              | Leonardo Cococcia          | Renata Bertolas                |                            |
| Sally Brown    | Cathy Steinberg          | Laura Merli                | Angiolina Gobbi            | Matilde Ferraro                |                            |
| Frieda         | Ann Altieri              | Laura Merli                |                            | Alice Pantile                  |                            |
| Violet         | Ann Altieri              | Milena Albieri             | Lella Carcereri            | Carolina Gusev                 |                            |
| Patty          | Lisa DeFaria             | Laura Merli                |                            | Francesca Mancin               |                            |
| Schroeder      | Glenn Mendelson          | Milena Albieri             | Guido Bettali              | Vittorio Thermes               |                            |
| Shermy         | Glenn Mendelson          | Milena Albieri             | Giuseppe Calvetti          | Alessio Aimone                 |                            |
| Pig-Pen        | Gabrielle DeFaria Ritter | Milena Albieri             | Angiolina Gobbi            | Diego Lorenzo Croce            |                            |
| Snoopy         | Bill Melendez            | Bill Melendez              | Bill Melendez              | Bill Melendez                  | Bill Melendez              |

## Produzione

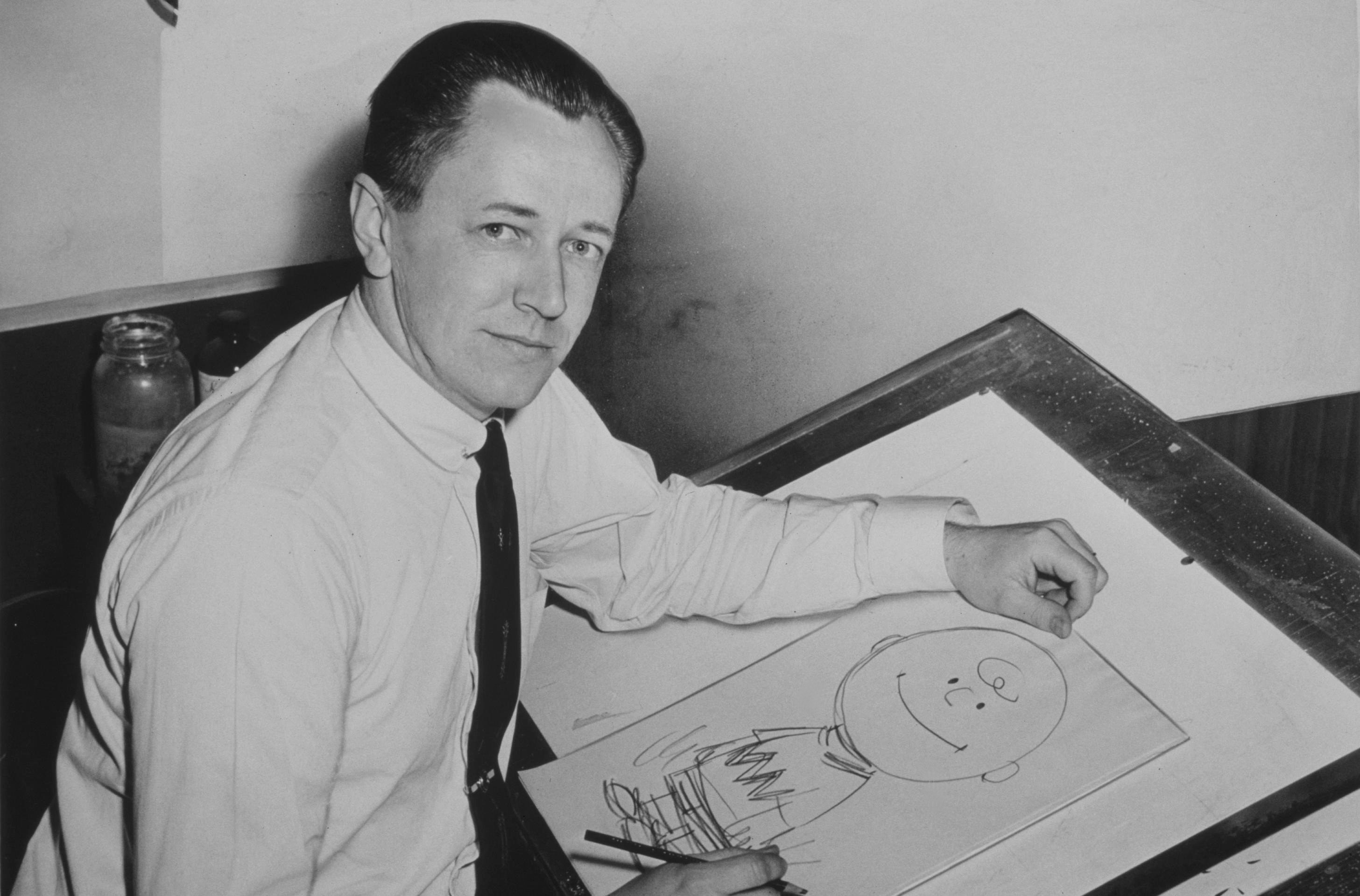
Charles M. Schulz nel 1956

Dopo il successo di Buon Natale, Charlie Brown!, la CBS aveva richiesto un altro speciale festivo. La trama fu formulata da un team di tre persone: Schulz, il regista Bill Melendez e il produttore esecutivo Lee Mendelson. Il dirigente della rete che comunicava con Mendelson specificò che doveva essere un "blockbuster", il che portò notevole stress agli sceneggiatori. Diedero inoltre agli sceneggiatori maggiore libertà creativa mentre scrivevano il terzo speciale.
Gli sceneggiatori iniziarono con scene disparate del fumetto da adattare, tra cui Snoopy come asso dell'aviazione della prima guerra mondiale e Lucy che strappa il pallone da football a Charlie Brown. I co-sceneggiatori di Schulz accolsero subito l'idea quando egli suggerì di scrivere uno speciale di Halloween sul Grande Cocomero. La trama principale su Linus e Sally era basata su una serie di strisce di ottobre e novembre 1962. Il processo di scrittura fu rapido, lasciando più tempo per altri aspetti della produzione, come l'animazione. La decisione di adattare la personalità da asso dell'aviazione di Snoopy dal fumetto fu presa insieme al tema di Halloween dopo che Schulz si rese conto che assomigliava a un costume di Halloween. Schulz suggerì l'idea di Charlie Brown che riceveva un sasso durante il dolcetto o scherzetto, ma Mendelson ritenne che fosse "troppo crudele". Schulz e Melendez risposero suggerendo che Charlie Brown avrebbe dovuto ricevere tre sassi. Mendelson in seguito convenne che era la decisione giusta dopo aver visto la popolarità della scena.
Il programma ricevette un budget di produzione di 76 000 dollari. I personaggi furono doppiati da attori bambini, sia professionisti sia bambini che vivevano nel quartiere di Mendelson. Melendez insistette per avere attori bambini in tutti gli speciali dei Peanuts e doppiò Snoopy registrando se stesso mentre diceva parole senza senso e poi accelerandole. Le battute di Steinberg nel ruolo Sally Brown furono registrate in fetta quando uno dei suoi denti iniziò a dondolare, temendo che esso avrebbe causato un difetto di pronuncia. Fu portata in studio per registrare tutte le sue battute la stessa notte e sviluppò un grave sigmatismo dopo aver perso il dente il giorno seguente. Steinberg ebbe difficoltà con la parola "restitution" mentre registrava, quindi Mendelson le fece pronunciare una sillaba alla volta e le unì insieme in seguito.
Le animazioni furono realizzate da un team di artisti guidato da Melendez. Anche Bill Littlejohn lavorò all'animazione del programma. A differenza dei precedenti speciali dei Peanuts, Aspettando il Grande Cocomero incorpora frequenti movimenti di camera. L'artista Dean Spille dipinse gli sfondi della campagna francese durante la sequenza di Snoopy come asso dell'aviazione. Disegnò a memoria poiché aveva già visitato aree simili in Europa, e Schulz e Melendez gli diedero piena libertà creativa. Gli sfondi in questa sequenza utilizzarono una prospettiva lineare anziché un semplice design piatto. Mendelson dichiarò poi a The Washington Post che la sequenza con Snoopy che volava con la sua cuccia era "una delle scene animate più memorabili di sempre", descrivendo inoltre Aspettando il Grande Cocomero come il "capolavoro di animazione" di Bill Melendez.

## Colonna sonora
La colonna sonora fu eseguita dal Vince Guaraldi Sextet, con Guaraldi al pianoforte, Monty Budwig al contrabbasso, Colin Bailey alla batteria, John Gray alla chitarra, Ronald Lang ai fiati ed Emmanuel Klein alla tromba. Fu orchestrata da John Scott Trotter. La registrazione ebbe luogo il 4 ottobre 1966 presso il Gower Street Studio della Desilu a Hollywood. Guaraldi era stato responsabile della musica in entrambi gli speciali precedenti dei Peanuts, così come nel documentario del 1963 mai trasmesso A Boy Named Charlie Brown.
Il tema di Guaraldi per lo speciale, "Great Pumpkin Waltz", si sente per la prima volta quando Linus sta scrivendo al Grande Cocomero all'inizio e viene riprodotto per tutto il tempo. Le canzoni della prima guerra mondiale suonate da Schroeder mentre Snoopy balla sono "It's a Long, Long Way to Tipperary", "There's a Long, Long Trail", "Pack Up Your Troubles in Your Old Kit-Bag" e "Roses of Picardy". Lo storico di Guaraldi Derrick Bang commentò che la musica composta da Guaraldi per lo speciale "stabilì enfaticamente la 'personalità musicale' dei Peanuts", aggiungendo che la versione di "Linus and Lucy" presentata durante l'apertura a freddo era "probabilmente il miglior arrangiamento [...] che Guaraldi abbia mai realizzato, grazie in gran parte al contrappunto di flauto di Ronald Lang". Questa versione fu nuovamente utilizzata nel film del 1969 Arriva Charlie Brown.

### Album
La Craft Recordings ha pubblicato l'album completo della colonna sonora dello speciale il 5 ottobre 2018, ma ha dovuto affrontare critiche per l'inclusione di effetti sonori. L'etichetta ha ripubblicato la colonna sonora il 26 agosto 2022 utilizzando nastri master originali appena scoperti, senza effetti sonori dello speciale televisivo.

#### Tracce
Tutte le tracce sono scritte da Vince Guaraldi, tranne dove indicato diversamente
1. Linus and Lucy – 1:51
2. Graveyard Theme – 0:56
3. Snoopy and the Leaf/Frieda (With the Naturally Curly Hair) – 0:33 (John Scott Trotter ("Snoopy and the Leaf"))
4. The Great Pumpkin Waltz – 2:36
5. Linus and Lucy (Reprise) – 0:38
6. Charlie Brown Theme/Charlie Brown Theme (Minor Theme)/Graveyard Theme (Reprise) – 0:44 (Vince Guaraldi, Lee Mendelson ("Charlie Brown Theme"))
7. The Great Pumpkin Waltz (Reprise) – 2:40
8. The Red Baron/Military Drum March – 0:57
9. The Great Pumpkin Waltz (2nd Reprise)/The Great Pumpkin Waltz (3rd Reprise) – 2:02
10. Graveyard Theme (Trick or Treat) (2nd Reprise) – 1:15
11. Fanfare / Breathless / Graveyard Theme (Trick Or Treat) (3rd Reprise) – 0:48 (John Scott Trotter ("Breathless"))
12. Charlie Brown Theme (Reprise) – 0:45 (Vince Guaraldi, Lee Mendelson)
13. Breathless (2nd Reprise) – 0:48 (John Scott Trotter)
14. It's a Long Way to Tipperary/There's a Long, Long Trail A-Winding/Pack Up Your Troubles in Your Old Kit Bag/Roses of Picardy – 1:56 (Henry James "Harry" Williams, Jack Judge, Alonzo Elliot, Stoddard King, Felix Powell, George Henry Powell, Frederic Weatherly, Haydn Wood)
15. Graveyard Theme (Trick Or Treat) (4th Reprise) – 0:33
16. Linus and Lucy (2nd Reprise)/Linus and Lucy (3rd Reprise) – 0:52
17. Charlie Brown Theme (2nd Reprise) – 1:31 (Vince Guaraldi, Lee Mendelson)
18. Linus and Lucy (Alternate Take 1) – 1:52
19. Graveyard Theme (Alternate Take 1) – 0:51
20. Charlie Brown Theme (Alternate Reprise Take 1) – 0:44 (Vince Guaraldi, Lee Mendelson)
21. Linus and Lucy (Alternate Take 2) – 1:49
22. The Great Pumpkin Waltz (Alternate Take 2) – 2:41
23. Linus and Lucy (Alternate Reprise Take 1) – 0:30
24. Charlie Brown Theme (Alternate Reprise Take 2) – 0:27 (Vince Guaraldi, Lee Mendelson)

Durata totale: 30:19

## Distribuzione

### Trasmissione e repliche
Aspettando il Grande Cocomero fu trasmesso negli Stati Uniti sulla CBS il 27 ottobre 1966; tuttavia, in Canada era già andato in onda il giorno prima su CBC Television. Dopo il suo successo la CBS ritrasmise il programma ogni anno finché non passò sulla ABC nel 2001, dove continuò a venire trasmesso annualmente.
Tutti gli speciali dei Peanuts sono diventati esclusiva di Apple TV+ nel 2020; questo è stato il primo anno in cui Aspettando il Grande Cocomero non è stato trasmesso in televisione. Un accordo di licenza ha consentito allo speciale di andare in onda sulla PBS nel 2021. L'accordo non è stato rinnovato nel 2022, ma da allora Apple ha reso lo speciale gratuito per un fine settimana all'anno.

### Edizione italiana
Il corto venne trasmesso in Italia "fuori stagione", il 10 aprile 1970 sul Programma Nazionale, all'interno del programma Gli eroi di cartone, probabilmente a causa della scarsa conoscenza che il pubblico italiano dell'epoca aveva della festività di Halloween. Nel 1982 il film fu trasmesso su Canale 5 assieme agli altri speciali, con un nuovo doppiaggio eseguito dallo Studio P.V. Un terzo doppiaggio fu eseguito dalla Carioca per la trasmissione su Junior TV negli anni novanta all'interno della serie The Charlie Brown and Snoopy Show, con il titolo Il Grande Cocomero; esso fu usato in tutte le edizioni home video. Per la distribuzione in streaming su Apple TV+ lo speciale è stato ridoppiato dalla Dubbing Brothers International Italia, su direzione di Novella Marcucci. In quest'ultimo doppiaggio il Grande Cocomero è chiamato la Grande Zucca.

### Edizioni home video
Lo speciale fu pubblicato per la prima volta in CED in America del Nord della RCA nel 1983 come parte della raccolta A Charlie Brown Festival Vol. III. Fu quindi pubblicato in VHS e Betamax dalla Media Home Entertainment nel 1985, insieme a Che incubo Charlie Brown e L'estate passa in fretta, Charlie Brown!. Nel 1988 fu distribuito autonomamente in VHS dalla sua etichetta Hi-Tops Video. La Paramount Pictures lo ripubblicò poi in VHS nel 1996. In Italia nel 1997 e nel 2002 fu distribuito in edicola dalla Hobby & Work in un'edizione VHS contenente sia la versione italiana sia quella originale, col titolo È il Grande Cocomero, Charlie Brown.
Il 12 settembre 2000 fu distribuito in DVD-Video in America del Nord dalla Paramount; come extra è incluso lo speciale Sei stato eletto, Charlie Brown!. L'edizione italiana fu distribuita in VHS e DVD-Video in edicola dalla Hobby & Work nel 2002 nella collana I cartoni di Snoopy & Friends, sempre insieme a Sei stato eletto, Charlie Brown!. Il 2 settembre 2008 la Warner Home Video (a cui i diritti degli speciali dei Peanuts erano tornati all'inizio dell'anno, a causa dei legami di Melendez con la Warner) pubblicò in DVD un'edizione rimasterizzata. Come extra sono inclusi una versione restaurata di È magico Charlie Brown e il making of We Need a Blockbuster, Charlie Brown. L'edizione italiana del DVD uscì il 20 gennaio 2009. Il 7 luglio 2009 fu ripubblicato in DVD in America del Nord nel primo disco del cofanetto Peanuts 1960's Collection.
Il 7 settembre 2010 lo speciale fu pubblicato in Blu-ray Disc in America del Nord. Questa edizione include gli stessi extra del DVD.
Il 26 settembre 2017 lo speciale è stato pubblicato in America del Nord in un Ultra HD Blu-ray contenente anche i due speciali È magico Charlie Brown e Siamo tutti campioni!; in tale edizione è incluso il BD del 2010.

## Tematiche
Religione e fede sono in primo piano nello speciale. La fede di Linus nel Grande Cocomero e la fede di Charlie Brown in Babbo Natale, e la loro reciproca opposizione alle credenze, sono descritte come "differenze confessionali". Questo tema è tratto direttamente dal fumetto Peanuts, essendo l'espressione "differenze confessionali" apparsa nel 1963. Sebbene Schulz fosse religioso, rifiutava l'evangelicalismo e la religione rivelata, e si era a lungo opposto all'idea che le differenze confessionali dividessero la religione, credendo che nessuna confessione potesse essere certa della verità. Durante tutto il programma, Linus mantiene la fede nel Grande Cocomero mentre viene criticato dagli altri bambini, e sceglie di tenere una veglia nel campo di cocomeri a costo di perdersi i festeggiamenti.
Lo speciale gioca su molti aspetti tradizionali di Halloween e sulle celebrazioni associate alla festa, tra cui l'intaglio delle zucche, il "dolcetto o scherzetto" e l'indossare costumi. Nonostante ciò, non incorpora elementi di narrativa horror al di fuori della sequenza dei titoli. Sono inclusi anche paragoni con il Natale, in particolare la lettera al Grande Cocomero in contrapposizione a Babbo Natale, alludendo al successo di Buon Natale, Charlie Brown!. Schulz modellò la devozione di Linus in parte su quella dei bambini le cui famiglie erano troppo povere per acquistare grandi quantità di regali di Natale e sulla speranza che le cose sarebbero andate meglio l'anno successivo se avessero mantenuto la fede.

## Accoglienza
Aspettando il Grande Cocomero si piazzò, insieme a Bonanza, al primo posto negli indici di ascolto Nielsen della settimana della sua prima trasmissione. Lo speciale andò in onda contro Star Trek sulla NBC e The Dating Game sulla ABC, ottenendo uno share del 49% con 17,3 milioni di spettatori. Lo speciale fu ben accolto dagli spettatori, tanto che Schulz e lo studio iniziarono a ricevere pacchetti di caramelle in risposta al fallimento di Charlie Brown nel riceverne durante il cartone. Da allora la sua visione è diventata una tradizione comune di Halloween e la sua replica del 2003 è stata lo speciale festivo di maggior successo degli anni 2000, con 13,2 milioni di spettatori.
Lo speciale fu inoltre lodato dalla critica. Il critico Lawrence Laurent lo elogiò nella sua recensione per The Washington Post, sottolineando la colonna sonora. Clay Gowran del Chicago Tribune espresse il suo sostegno alla creazione di altri speciali dei Peanuts. Cynthia Lowry dell'Associated Press commentò l'ottimismo dello speciale e lo lodò per il suo "fascino, arguzia adulta e saggezza". Mary Wood di The Cincinnati Post elogiò in modo simile il programma come "assolutamente incantevole". Lo speciale è stato celebrato per il suo stile artistico, in particolare per l'uso del colore. La sequenza in cui Snoopy attraversa la campagna francese ha ricevuto grandi elogi, anche da altri animatori e artisti come Jeff Pidgeon e Paul Felix. Aspettando il Grande Cocomero è spesso descritto come il migliore degli speciali dei Peanuts.

## Riconoscimenti
- 1967 – Primetime Emmy Awards[41]
  - Candidatura al miglior programma per bambini a Lee Mendelson e Bill Melendez
  - Candidatura alle classificazioni speciali dei risultati individuali a Bill Melendez e Charles M. Schulz

## Influenza culturale
Aspettando il Grande Cocomero definì un nuovo genere, in quanto fu il primo importante speciale di Halloween trasmesso in televisione. La popolarità duratura dello speciale contribuì a definire Halloween per la generazione dei baby boomer e aiutò la diffusione di Halloween come una festa ampiamente celebrata.
Due scene che adattavano elementi comuni del fumetto – Snoopy come asso dell'aviazione della prima guerra mondiale e Charlie Brown che tenta di calciare il pallone da football – sono state rese popolari da questo speciale e sono diventate immagini comunemente riconosciute. La sequenza di Snoopy come asso dell'aviazione, che non presenta altri personaggi e occupa circa un quarto della durata del programma, ha reso popolare Snoopy come personaggio indipendente dagli altri. Schulz replicò Aspettando il Grande Cocomero quando rappresentò la devozione di Linus per il bracchetto pasquale nello speciale del 1974 Aspettando il cane di Pasqua. In questo caso, Schulz fece attenzione a evitare sfumature religiose, facendo sì che Snoopy fosse il bracchetto pasquale. Il Grande Cocomero è stato citato anche in successivi speciali dei Peanuts, tra cui Sei stato eletto, Charlie Brown!.